# Serdica (ville)
Serdica ou Sardique ou Sardica (en grec ancien : Σερδών πόλις) est le nom antique de la ville de Sofia en Bulgarie.  

## Historique

### Antiquité

Serdi

Serdica est la ville des Serdi, un peuple thraco-celte vaincu par Marcus Licinius Crassus en 29 av. J.-C. et annexé au royaume de Thrace, vassal de l'Empire romain. Quand ce royaume est supprimé en 49 ap. J.-C., les Serdi sont inclus dans la province romaine de Thrace. L'empereur Trajan renomme municipalité des Serdi « Ulpia Serdica ». En 275, Aurélien retranche la province romaine de Dacie en deçà du Danube et, avec les soldats, installe en Mésie et en Thrace et les colons restés fidèles à la cause romaine. Le pays occupé par ces immigrants forme la nouvelle province de Dacie, Sardica étant comprise dans cette province.
Par la suite, Dioclétien divise la Dacie en Dacia Ripensis et Dacia Mediterranea. Sardica est la métropole civile et ecclésiastique de la seconde. Gallien y établit atelier monétaire. Constantin Ier, né dans la région et qui appelait la ville « [sa] Rome », en fait son quartier général et y réside régulièrement entre 318 et 321, envisageant même d'en faire sa capitale. 
En 467, Sardica est prise par les Huns qui, menés par Hormidac, avaient envahi la Dacia Ripensis.

### Période byzantine
Bien que prise par Attila et souvent détruite par les Slaves, la ville reste sous domination byzantine jusqu'en 809, quand elle passe aux mains des Bulgares, qui changent son nom en Sredetz, transformé encore plus tard par les Grecs en Sraditza et Triaditza.   
De nouveau grecque de 1018 à 1186, elle bénéficie d’une grande prospérité.

### Moyen Âge
Son nom actuel, « Sofia »,  date du Moyen Âge, bien qu’on ne puisse pas donner de date précise pour sa première utilisation. Au XVIe siècle « Sredetz » et « Sofia » étaient utilisés simultanément. En 1382 la ville est prise par les Turcs et pendant plus de quatre siècles elle est la résidence du Beylerbey, le gouverneur-général de la Roumélie. En 1878 elle est choisie comme capitale de la principauté de Bulgarie, royaume de Bulgarie à partir de 1908. 

### Histoire ecclesiastique

#### Orthodoxie
Sur le plan ecclésiastique, Sardica relevait du patriarcat de Rome jusqu'en 733, date où elle passe, jusqu'en 809, à celui de Constantinople.  Le premier évêque connu est Protagène, qui assiste au Concile de Nicée de 325 ; le plus connu est Bonosus, qui peu après réfute la virginité de Marie au concile de Sardique.
Lors de la conversion des Bulgares, en 865, Sardica est une des premières villes à établir un siège épiscopal. Une partie de la population y professe alors le paulicianisme ou le manichéisme. Jusqu'en 1204 elle est incluse dans le patriarcat gréco-bulgare d'Achrida, jusqu'en 1393 dans le patriarcat bulgare de Tirnovo et jusqu'en 1872 dans celui de Constantinople. Après quoi Sardica, appelée désormais Sofia, relève de l'Église nationale de Bulgarie.

#### Église catholique
Un vicariat apostolique y est créé très tôt et confié aux franciscains. En 1610 Rome rétablit le siège de Sofia, qui en 1643 est promu archevêché. Ce siège est supprimé vers la fin du XVIIIe siècle du fait que les catholiques, persécutés par les Turcs, émigrent, surtout en Autriche et en Russie. Une paix relative revient en 1835 et Rome confie la direction des catholiques aux rédemptoristes, sous les ordres d’un vicaire apostolique sans consécration épiscopale. En 1841 les rédemptoristes passent la main aux Capucins dont le supérieur est consacré évêque en 1848.